# Neil Clark

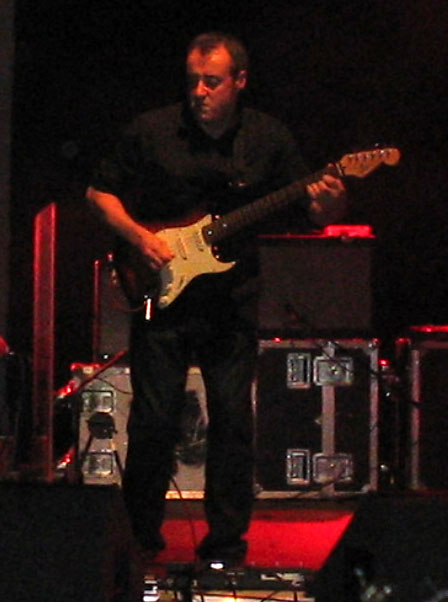
Neil Clark in 2004

Neil Clark (Hamilton (Schotland), 3 juli 1958) is een Schots gitarist. Clark was de gitarist in de band Lloyd Cole and the Commotions, en voormalig lid van de band Bloomsday. Hij werkt nog regelmatig samen met Lloyd Cole.
Neil Clark woont in Toronto, Canada en heeft twee soloalbums uitgebracht: Sundogs in 2008 en Second Story Sunlight in 2010.